# Neoplasta neblina
Neoplasta neblina är en tvåvingeart som beskrevs av José Albertino Rafael 2001. Neoplasta neblina ingår i släktet Neoplasta och familjen dansflugor. Inga underarter finns listade i Catalogue of Life.